# چاویبتل

ساختار شیمیایی چاویبتل(C10H12O2)

چاویبتل (به انگلیسی: Chavibetol) یک ترکیب شیمیایی با شناسه پاب‌کم 596375 است. 